# ميرزا علي كندي
ميرزا علي كندي هي قرية في مقاطعة ورزقان، إيران. عدد سكان هذه القرية هو 271 في سنة 2006.